# Gerti Deutsch
Gerti Deutsch (geboren 19. Dezember 1908 in Wien, Österreich-Ungarn; gestorben 9. Dezember 1979 in Leamington Spa, Vereinigtes Königreich) war eine österreichisch-britische Fotografin.

## Leben
Aufgewachsen als einziges Kind einer jüdischen Familie begann sie mit 16 Jahren an der Wiener Musikakademie zu studieren. Ihr Karriereziel Pianistin konnte sie jedoch aufgrund einer Neuritis nicht erreichen und wandte sich daraufhin der Fotografie zu. Ihre fotografische Ausbildung erhielt sie von 1933 bis 1934 an der Graphischen Lehr- und Versuchsanstalt in Wien.
Nach Aufenthalten in Paris und London – sie glaubte, dort als Frau beruflich ernster genommen zu werden als in ihrer Heimat – kehrte Gerti Deutsch kurz nach Wien zurück, übersiedelte danach jedoch wegen des zunehmend schlechten Klimas für Juden und der besseren Berufsaussichten dauerhaft nach London. 1936 hatte sie ihre erste Ausstellung im Österreichischen Kulturverein in London, einem Vorläufer des Österreichischen Kulturforums, und begann 1938 als freiberufliche Fotojournalistin und Redaktionsfotografin der Picture Post zu arbeiten; deren damaligen stellvertretenden Chefredakteur Tom Hopkinson heiratete sie im selben Jahr. Dieser Ehe entstammen die beiden Töchter Nicolette (heute: Nicolette Roeske) und Amanda.
Im Zeitraum zwischen 1937 und den frühen 1960er Jahren, als sie sich aus der Fotografie zurückzog und 1969 London verließ, um in Salzburg zu leben, produzierte sie zahlreiche Fotoreportagen – zuerst in der Picture Post, nach deren Schließung 1957 auch u. a. in Nova, Holiday, Queen, Harper’s Bazaar und The Tatler und in den Schweizer Magazinen Atlantis und L'Oeil. Zu ihren wichtigen  Reportagen zählen u. a.: Ihr erster Tag in England  (1938) über die Flüchtlingstransporte jüdischer Kinder nach England und ihre Dokumentation des besetzten Nachkriegs-Wien (1948). In den 1950er Jahren kooperierte sie öfter mit der – ebenfalls aus Österreich emigrierten – Fotografin Inge Morath. In Deutschs Nachlass finden sich zahlreiche Fotografien, die von beiden Fotografinnen signiert sind; über das genaue Ausmaß der Kooperation ist leider nichts erhalten. Im Nachlass finden sich auch mehrere Entwürfe zu nicht verwirklichten Buchprojekten, erhalten in Form von Maquetten. Wegen ihrer großen Liebe zur Musik porträtierte sie immer wieder Größen der Musikwelt wie Yehudi Menuhin, Benjamin Britten, Arturo Toscanini, Wilhelm Furtwängler, Herbert von Karajan oder Irmgard Seefried, oft in Salzburg oder Wien.
Zu Lebenszeiten hatte Gerti Deutsch nur zwei große Ausstellungen: die erste 1957 über Österreich im „Austrian Institute“, die zweite 1962 über Japan in der „Trade Fair“ in der Londoner Olympia-Messehalle. Nach ihrer Wiederentdeckung gab es eine Ausstellung im Österreichischen Kulturforum in London (Februar bis Mai 2010) und in Berlin (Januar 2011), gefolgt von einer umfangreicheren in der Galerie Fotohof in Salzburg (Juni und Juli 2011).
In einer Ausstellung über Reisefotografinnen wurden einige ihrer Bilder 2025 in Ingelheim ausgestellt.
Es existiert derzeit keine vollständige Liste der Arbeiten von Gerti Deutsch.

## Ausstellungen
- 2011: Gerti Deutsch. Fotografien 1935-1965, FOTOHOF[17]
- 2012/2013: Shooting Girls. Jüdische Fotografinnen aus Wien, Jüdisches Museum Wien
- 2016/2017: Doppelausstellung  Gerti Deutsch & Jeanne Mandello. Schicksal Emigration, Das Verborgene Museum, Berlin[18]
- 2019: Gerti Deutsch. Japan in den 1960er Jahren. FOTOHOF archiv.
- 2025: Neugier, Mut und Abenteuer - Fotografinnen auf Reisen. Altes Rathaus Ingelheim (Teilnahme)